# Chromatomyia puccinelliae
Chromatomyia puccinelliae är en tvåvingeart som beskrevs av Spencer 1969. Chromatomyia puccinelliae ingår i släktet Chromatomyia och familjen minerarflugor. Inga underarter finns listade i Catalogue of Life.